# Cerkiew św. Serafina z Sarowa w Kostomłotach
Cerkiew św. Serafina z Sarowa – prawosławna cerkiew parafialna w Kostomłotach. Należy do dekanatu Terespol diecezji lubelsko-chełmskiej Polskiego Autokefalicznego Kościoła Prawosławnego. Świątynia służy również miejscowemu monasterowi.

## Historia
Cerkiew została zbudowana na początku lat 50. XX w. w Dobrowodzie koło Kleszczel. Przeniesiona do Kostomłotów w 2003, w związku z utworzeniem tam męskiego monasteru i reaktywacją parafii prawosławnej. Po rekonstrukcji (2003–2005) wymieniono całe wyposażenie świątyni. Konsekracja cerkwi miała miejsce 3 maja 2005.

## Architektura
Budowla drewniana, konstrukcji zrębowej, trójdzielna. Nad kruchtą ośmioboczna wieża-dzwonnica. Prezbiterium mniejsze od nawy, zamknięte trójbocznie. Dachy cerkwi blaszane. Wieża zwieńczona ośmiobocznym dachem z cebulastą kopułą. Nad nawą dach jednokalenicowy, z cebulastą kopułą w centralnej części. Nad prezbiterium dach trójspadowy, również z cebulastą kopułą. Wewnątrz ikonostas wykonany przez Mirosława Trochanowskiego, z kopią Iwerskiej Ikony Matki Bożej, podarowaną przez mnichów z Góry Athos. Obok cerkwi drewniany budynek monasterski. Posesja ogrodzona murem z kamienia polnego.

## Galeria

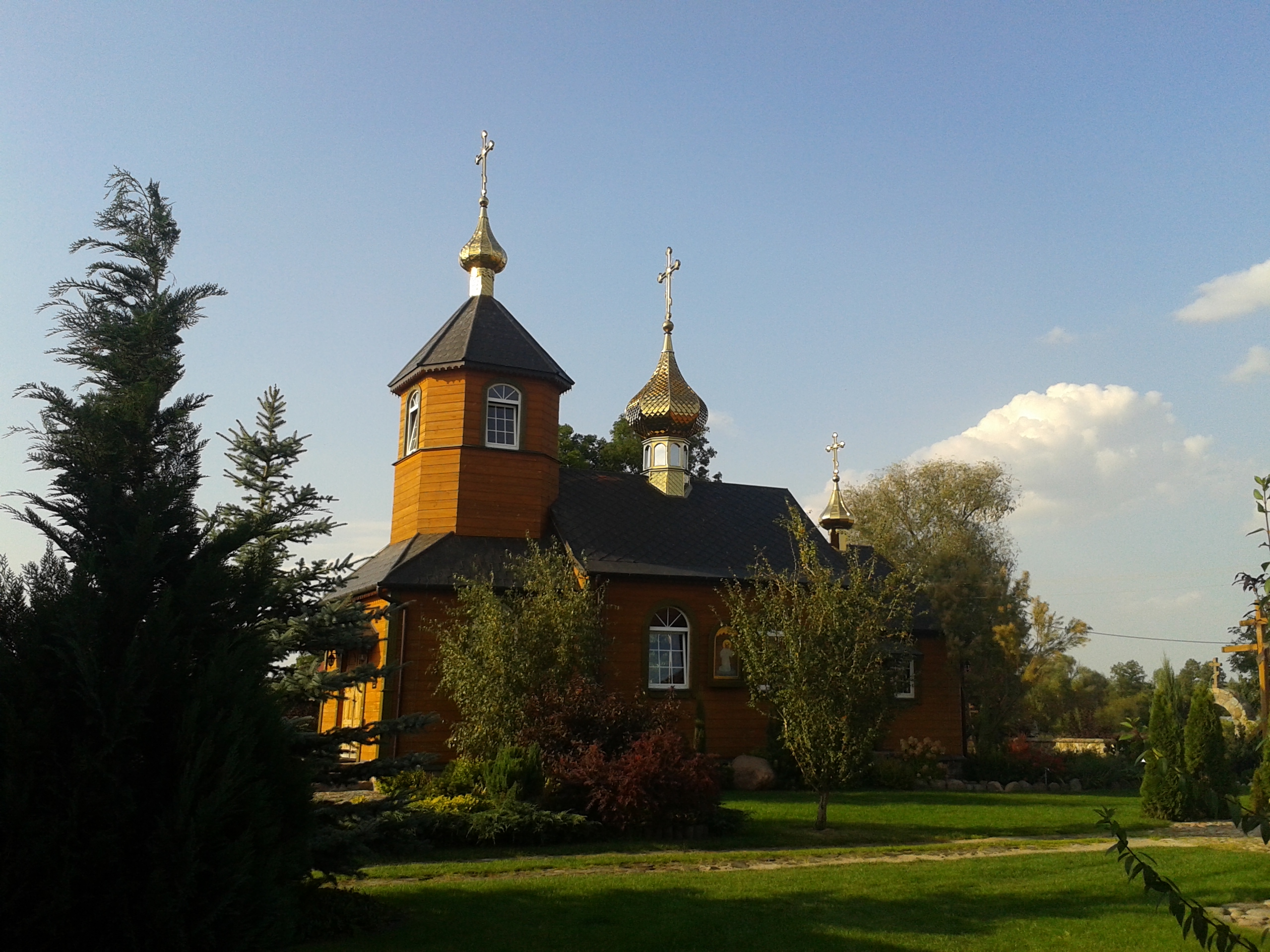
Widok ogólny
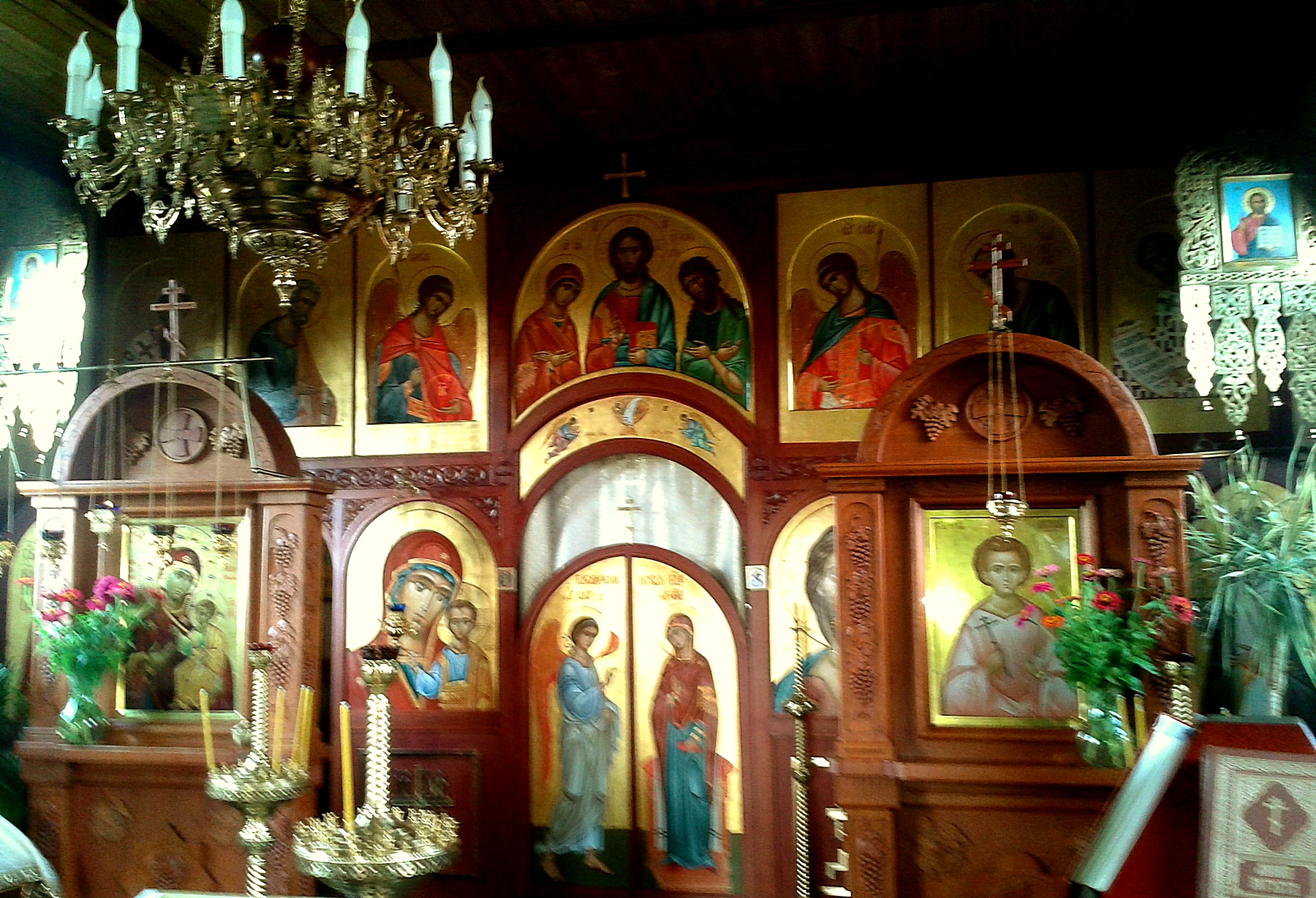
Ikonostas